# 深圳中僑生物科技特大詐騙案
深圳中僑生物科技特大詐騙案發生於中華人民共和國數省，於2016年案發，央視於2017年3月份專題報導此案，共計500多位老年人的養老存款被騙過億人民幣。

## 案發
中僑生物科技公司於2014年3月31日成立並於工商局註冊，地址為深圳市龍崗區；坪地街道-六聯發崗開發區發方村33-35號。並先後在廣州、佛山、湖南長沙、江西南昌、上海黃埔、江蘇常州等地設立分公司，以推銷保健品為由，引誘各地老人到其分公司聽課，最終還於前海股权交易中心挂牌，成立該公司的詐騙團夥已鎖定老年人當對象，給予年利率25%的高回報當誘餌詐騙存款。
上海75歲的黃老先生原本投資了31萬，計算用每年7萬的利息養老，然而2015年中旬其女兒的公公病危急需用錢，該31萬中有5萬是女兒所借意圖索回救急，然而黃老先生向中僑生物多次要求取款卻被推拖，最終女兒的公公無錢治病死亡後將錯怪於父親，父女決裂，黃老先生不甘以信件舉報方式讓此案爆發，公安機關循線追查最終發現此一特大詐騙案。起初湖南長沙一帶的受騙人成立自救會，意圖以不報警作為交換條件逼對方還錢，所以拖延了報警時間，但數月推託後該團夥集體潛逃失蹤，最終僅追回20多萬。
其實早於2015年5月，中僑公司位於江西南昌的分公司就已經因為某種原因關門倒閉，但這並沒能停止中僑繼續進行非法集資，馬上又到江蘇常州重新開一家分公司，吸收公眾存款。2015年九月廣東警方共抓獲包括主犯在內的42名涉案人員。主謀賴某今年62歲，重慶市人。在中僑公司的宣傳刊物上他各種光鮮亮麗頭銜的介紹，同時編撰自己是生物學碩士、醫藥學博士，歷任重慶市中醫藥協會常務理事，深圳市重慶商會常務副理事長，而他的真實學歷只是小學畢業。然而其實整起騙案的策畫智囊是42歲孫某，他也是最初兩個月的公司法定代表人，但之後就將位置讓給賴某，其實內藏一個黑吃黑的圖謀，孫早有計畫在案發前有預感時就先捲款逃亡把所有事件推給賴某，不料最後並未成功。
其詐騙講課期間圖片展示和帶隊現場參訪的廠房、辦公樓，皆為承租，公司本身無任何資產。